# لوکا گرابور
لوکا گرابور (انگلیسی: Luka Grubor؛ زادهٔ ۲۷ دسامبر ۱۹۷۳) قایقران روئینگ اهل بریتانیا است.
وی در مسابقات کشوری و بین‌المللی در مجموع برندهٔ ۱ مدال طلا، ۱ مدال نقره شده‌است.